# GullivAir
GullivAir s una aerolínea búlgara con sede en Sofía, Bulgaria.

## Historia
GullivAir recibió su licencia operativa de las autoridades búlgaras en septiembre de 2020 y comenzó a operar con un único Airbus A330-200 heredado de Shaheen Air con servicios chárter en otoño de 2020. Comenzaron vuelos chárter regulares desde Bulgaria y Rumania a destinos de larga distancia en la República Dominicana y las Maldivas a partir de diciembre de 2020 y también solicitaron iniciar vuelos a Nueva York. La aerolínea también anunció planes para incorporar gradualmente aviones Airbus A330 y ATR 72 adicionales.
El primer destino programado de GullivAir fuera de Sofía fue Burgas. El vuelo inaugural tuvo lugar el 15 de agosto de 2021. La aerolínea inaugurará vuelos internacionales a Skopje y Albania a partir de finales de marzo de 2022. La aerolínea también planea añadir vuelos nacionales a Ruse.

## Destinos
GullivAir opera vuelos a los siguientes destinos regulares y chárter:

## Flota

### Flota actual
En febrero de 2025, GullivAir opera los siguientes aviones:
| Airbus A330-200 | 2 | — | LZ-ONE, LZ-TWO                                      | 20,4 años                                           |                                                     |                                                     |
| Total           | 2 | — | Edad media de la flota (febrero de 2025): 20,4 años | Edad media de la flota (febrero de 2025): 20,4 años | Edad media de la flota (febrero de 2025): 20,4 años | Edad media de la flota (febrero de 2025): 20,4 años |

### Flota histórica
La aerolínea en el pasado operó las siguientes aeronaves: